# Alexander Fleming
Sir Alexander Fleming [aleksánder fléming], škotski biolog in farmakolog, * 6. avgust 1881, Lochfeld, Škotska, † 11. marec 1955, London.
Fleming je objavil veliko člankov o bakteriologiji, imunologiji in kemoterapiji. Njegova najbolj poznana dosežka sta odkritje encima lizocima v letu 1922 in izolacija antibiotične snovi penicilina iz glive Penicillium chrysogenum v letu 1928, za katero si je leta 1945 prislužil Nobelovo nagrado skupaj s farmakologom Howardom Baronom Floreyem in biologom Ernstom Borisom Chainom.